# Trillium discolor
Espèce
Classification APG II (2003)
Trillium discolor  est une plante herbacée, vivace et rhizomateuse de la famille des liliacées (classification classique) ou des mélanthiacées (classification APG II, 2003).

## Description
Cette plante originaire du sud-est des États-Unis fleurit au printemps dans les forêts et les rives. Les pétales spatulés de 2 à 5 cm sont de couleur jaune pâle ou jaune verdâtre. Les feuilles sessiles ovales ont des taches plus foncées. Le fruit est une baie sub-globuleuse, de couleur blanc verdâtre.

## Aire de répartition
Bassin supérieur de la Savannah River (Carolines et Géorgie).

## Divers
En anglais son nom est Mottled wakerobin.

## Sources
- Frederick W. Case, Jr. & Roberta B. Case, Trilliums, Timber Press, 1997  (ISBN 0-88192-374-5)